# Grand Prix de Villers-Cotterêts 2002
Il Grand Prix de Villers-Cotterêts 2002, quinta edizione della corsa e valida come evento UCI categoria 1.3, si svolse il 20 maggio 2002 su un percorso totale di circa 193,2 km. Fu vinto dal francese Laurent Lefèvre che terminò la gara in 4h18'24", alla media di 44,861 km/h.
Partenza con 109 ciclisti, dei quali 46 portarono a termine il percorso.

## Ordine d'arrivo (Top 10)
| Pos. | Corridore           | Squadra         | Tempo    |
| ---- | ------------------- | --------------- | -------- |
| 1    | Laurent Lefèvre     | Jean Delatour   | 4h18'24" |
| 2    | Nicolas Vogondy     | F. des Jeux     | a 1'07"  |
| 3    | Kurt Asle Arvesen   | EDS-Fakta       | s.t.     |
| 4    | Patrice Halgand     | Jean Delatour   | s.t.     |
| 5    | Jacob Moe Rasmussen | EDS-Fakta       | a 1'52"  |
| 6    | Bram Schmitz        | Bankgiroloterij | a 1'53"  |
| 7    | Jérôme Pineau       | Bonjour         | s.t.     |
| 8    | Laurent Paumier     | Saint-Quentin   | s.t.     |
| 9    | Laurent Estadieu    | AG2R Prév.      | s.t.     |
| 10   | Sandy Casar         | F. des Jeux     | s.t.     |